# Jeroo Billimoria
Jeroo Billimoria (Mumbai, 20 de julho de 1965) é pioneira em empreendedorismo social e fundadora de diversas ONGs internacionais premiadas. A sua maneira inovadora de gerenciar empreendimentos sociais e levá-los à escala global rendeu-lhe parcerias com en:Ashoka: Innovators for the Public, en:Skoll Foundation e a en:Schwab Foundation for Social Entrepreneurship. Soma-se a isto o seu trabalho ter sido publicado na Business Week, no  The Economist e em diversos livros. As suas mais recentes iniciativas incluem a en: Aflatoun (Child Savings International), en: Childline India Foundation e en: Child Helpline International. Atualmente, ela ocupa a função de fundadora e diretora administrativa da Child and Youth Finance International.

## Vida
Jeroo Billimoria, nascida em Mumbai, Índia, é filha de um contabilista e uma assistente social. Tendo sido criada numa família com forte comprometimento ao serviço social, a morte prematura do seu pai levaram-na a dedicar-se a causas sociais. Billimoria lincenciou-se em Comércio pela en:University of Mumbai (antiga Universidade de Bombay) em 1986, tornou-se mestre em Serviço Social pelo en: Tata Institute of Social Sciences da Índia em 1988, e mestre em Gerenciamento Sem Fins Lucrativos pela en: New School for Social Research University em Nova Yorque, 1992. De 1991 a 1999 ela foi professora do Tata Institute of Social Sciences.

## Empreendedorismo Social
Em 1996 Billimoria criou a Childline India Foundation, um serviço telefónico de emergência 24 horas para crianças, baseado no seu trabalho com crianças de rua da Índia. Para expandir o seu sucesso na Índia, Billimoria fundou a Child Helpline International, uma rede internacional de provedores de serviços telefónicos de emergência para crianças. Até a presente data, esta rede respondeu a mais de 140 milhões de ligações, provenientes de 133 países diferentes Ao compilar informação sobre os tipos de emergências vivenciados pelas crianças, a CHI é capaz de identificar e comunicar tendências para ONGs e organizações governamentais.
Depois de compilar os dados obtidos através das linhas telefónicas de apoio, ficou claro que grande parte das ligações de socorro tinham origen em situações de pobreza. Para reagir a esta realidade Billimoria criou a Aflatoun, uma ONG focada em ensinar às crianças os seus direitos e deveres financeiros e na promoção de habilidades e hábitos básicos de gerenciamento financeiro. Atualmente sua organização atinge 1,3 milhões de crianças em 94 países
Em julho de 2011 , Billimoria fundou a Child and Youth Finance International, uma rede global de estados, entidades financeiras e instituições educacionais dedicadas ao aumento da capacidade e inclusão financeiras de crianças e jovens, através da colaboração e compartilhamento de recursos.

## Reconhecimento e Prémios
Billimoria é globalmente respeitada como oradora e defensora da capacitação económica de crianças, e o seu trabalho social e humanitário já viu impactos positivos em milhões de vidas de crianças ao longo do mundo. Ela já foi oradora no Fórum Econômico Mundial, no Skoll World Forum for Social Entrepreneurship e em diversas corporações internacionais e universidades.
Outros prémios incluem:
- CYFI incluída no Global Journal's Top 100 NGOs e destacada como "Most Promising New NGO" (2013)[11]
- Aflatoun incluída no Global Journal’s Top 100 NGOs (2012 and 2013)[12]
- Innovators for the Public Fellowship awarded by en: Ashoka: Innovators for the Public [13]
- Schwab Fellowship for Social Entrepreneurs [14]
- 2012 Outstanding Social Entrepreneur[15]
- Skoll Award for Social Entrepreneurship[16]
- One of the Phoenix 50 for her work with Aflatoun [17]
- Union of Arab Banks Award for her work with CYFI[18]

## Organizações fundadas
- Telephone Helplines Association
- en: Credibility Alliance
- en: Meljol
- en: Childline India Foundation
- en: Child Helpline International
- en: Aflatoun, Child Savings International
- Child and Youth Finance International[19]

## Trabalhos Publicados
- Children & Change and Partners for Change (2009)
- Twinkle Star (Std. I to Std. IV) value education textbooks.
- Explorer Series (Std. V to Std. IV) value education textbooks.
- CHILDLINE Across India series:
  - Listening to children: An overview to CHILDLINE
  - Laying the Foundation: Getting Started and Taking Off
  - CHILDLINE at my finger tips: A resource book
  - Spreading the word: CHILDLINE awareness strategies
  - Recording children's concerns: Documenting CHILDLINE
  - The National Initiative for Child Protection
  - Voices from the streets: Life stories of children who have called CHILDLINE